# باتريك سانداي أوكورو
باتريك سانداي أوكورو (بالإنجليزية: Patrick Sunday)‏ (3 مارس 1975 بنيجيريا - ) هو لاعب كرة قدم نيجيري في مركز الهجوم. شارك مع منتخب نيجيريا لكرة القدم. أما مع النوادي، فقد لعب مع Thailand Tobacco Monopoly F.C. ‏ وBotswana Defence Force XI F.C. ‏ وMogoditshane Fighters ‏ وRoi Et PB United F.C. ‏.

## وصلات خارجية
- باتريك سانداي أوكورو على موقع قاعدة بيانات كرة القدم.إي يو (الإنجليزية)
- باتريك سانداي أوكورو على موقع ناشيونال فوتبول تيمز (الإنجليزية)